# Штурм Гянджи
Штурм Гянджи (азерб. Gəncənin işğalı) — штурм Русской императорской армией крепости города Гянджа Гянджинского ханства (северо-запад нынешнего Азербайджана), произошедший 3 (15) января 1804 года.
Гянджинское ханство выгодно располагалось на правом берегу реки Куры до устья реки Алазань. На востоке и юго-востоке граничило с Карабахским ханством, а на юге с Эриванским ханством. На западе река Дзегам отделяла владения ханства от Шамшадильского султаната, а на севере река Кура — от Грузии. Гянджа представляла собой мощную крепость, которую окружали двойные стены высотой 8 метров, и усиленные 6 башнями. Крепость Гянджи, почитавшаяся, по словам Николая Дубровина, «лучшею во всём Адербиджане», находилась со 2 (14) декабря 1803 год в блокаде и была штурмом взята русскими войсками под командованием генерал-лейтенанта князя Цицианова, под предлогом того, что со времён Тамары она, по сути, принадлежала Грузии, хотя и давно уже потеряла связь с этой страной из-за слабости её правителей. По словам Цицианова, «местное положение Ганжинской крепости, повелевает всем Адербиджаном», и поэтому её завоевание «первой важности для России».
На требование Цицианова покориться правитель ханства Джавад-хан отвечал отказом, отрицая, что при Тамаре Гянджа принадлежала Грузии. При подходе к Гяндже Джавад-хан дал бой русским, в котором потерпел поражение, а 3 (15) января 1804 года в 5 часов 30 минут утра войска Цицианова двумя колоннами пошли на приступ Гянджи. Во время кровопролитного штурма Джавад-хан был убит вместе со своим средним сыном.
Взятие Гянджи обеспечило безопасность восточных границ Грузии, подвергавшихся неоднократным нападениям со стороны Гянджинского ханства. С другой стороны, покорение русскими Гянджинского ханства, находившегося под протекторатом Персии, вызвало негативную реакцию последней и фактически послужило началу русско-персидской войны (1804—1813).

## Предыстория
В начале 1801 года Павел I издал Манифест о присоединении Восточной Грузии к России на особых правах. Александр I подтвердил решение отца и 12 сентября 1801 года подписал Манифест к грузинскому народу, который ликвидировал Картли-Кахетинское царство и присоединил Восточную Грузию к России. Династия Багратионов отстранялась от власти, и в Тифлисе создавалось Верховное правительство, составленное из российских военных и гражданских лиц. Главноуправляющим Грузии в 1802 году был назначен генерал Павел Цицианов.

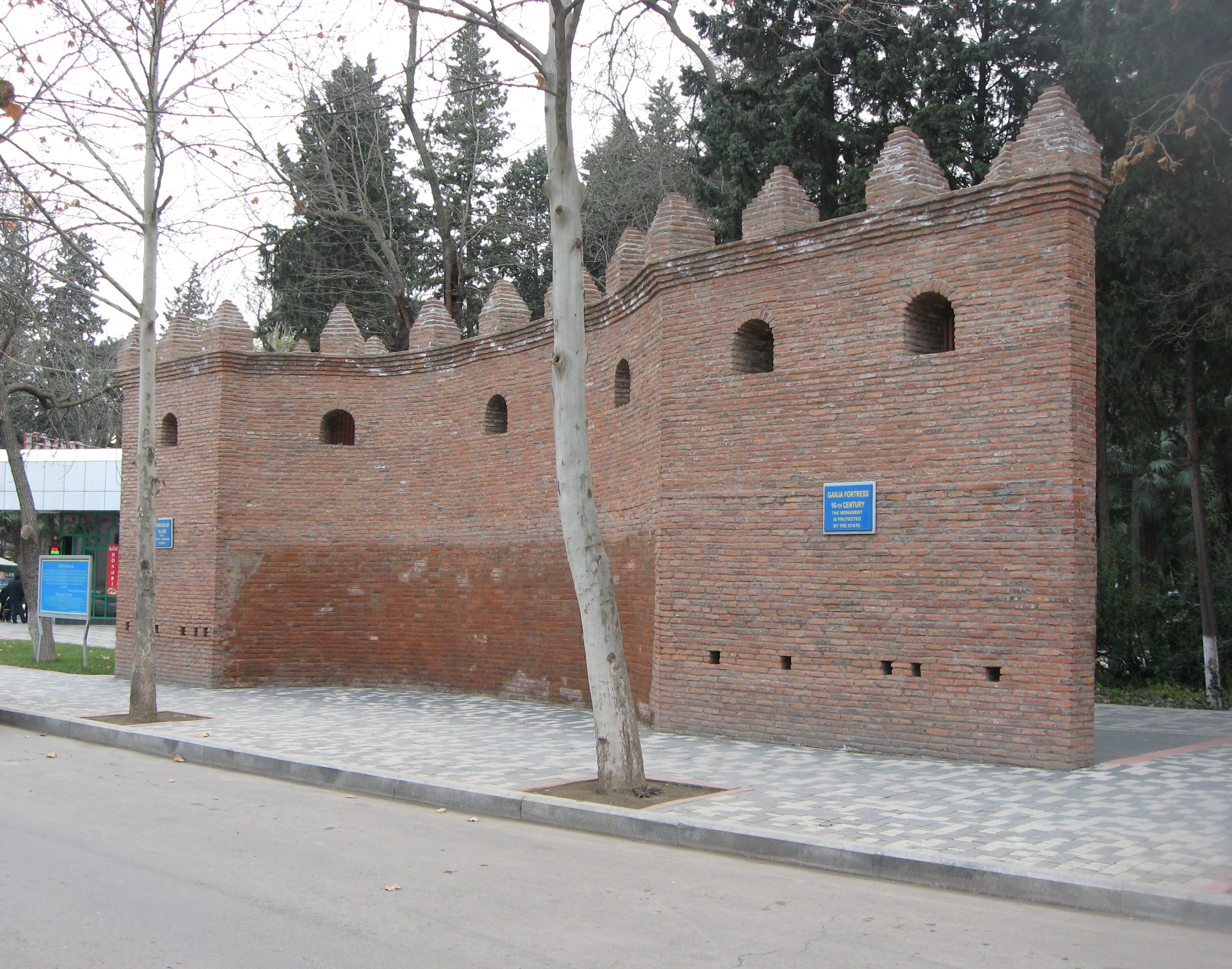
Сохранившаяся часть крепостных стен Гянджи

Гянджинское ханство было ближайшим и сильнейшим из азербайджанских ханств. Гянджа считалась неприступной, а правитель ханства Джавад-хан был известен своей храбростью. По словам историка Николая Дубровина крепость города почиталась «лучшею во всём Адербиджане». Она была построена в 1588 году взявшим тогда город османским полководцем Фархад-пашой. Состояла из шести башен и двух ворот — Тифлисских и Карабахских (верхних). Крепость окружали двойные стены высотой 8 метров. Падение Гянджи должно было произвести громадное впечатление во всём Закавказье. Поэтому Цицианов и решился начать, по словам Михаила Владыкина, «с этого сильнейшего и коварного соседа». Цицианов писал, что «местное положение Ганжинской крепости, повелевает всем Адербиджаном… Вот почему сие завоевание первой важности для России». Дубровин отмечал:
Ганжа держала всегда в страхе весь Адербиджан и крепость её считалась между азиятцами оплотом от всяких на них покушений. Ганжа была стратегическим ключом всех северных провинций Персии. Вот почему кн. Цицианов считал приобретение её столь важным.
Рапорт действительного статского советника П. И. Коваленского Цицианову от 17 декабря 1802 года выглядит как список поводов для открытого столкновения с Джавад-ханом: переманивание жителей из Грузии, контакты с врагами России, финансовая помощь мятежному царевичу Александру, претензии на Шурагельскую провинцию, попустительство тем, кто грабит российских подданных. Кроме того, Джавад-хан запрашивал немыслимо высокую пошлину за пропуск через свою территорию караванов с солёной рыбой, а на послания представителей России отвечал «дерзко». Ещё в феврале 1803 года Цицианов получил известие о том, что Джавад-хан Гянджинский, несмотря на свои дружеские письма и даже заявления о желании принять российское подданство, готовится к войне, в связи с чем собирает войска и припасы и заключил союз с Ибрагим-ханом Шушинским. Не исключалось создание антироссийского союза под эгидой персидского шаха.
Общий план кампании 1803 года у Цицианова был такой: совершить «поиски» в направлении Гянджи и Эривани и занять Баку, к чему склонялся сам правитель этого ханства. Так, Цицианов писал:
По устройству переправы через Куру я сам пойду из Шамшадиля, во-первых, к Гандже, дабы не оставить позади себя неприятеля, ибо ганджинский хан Джевад помирился с шушинским ханом Ибрагимом и получил от него две пушки в подарок. Из Ганджи пойду через Шамшадильскую провинцию прямым ходом к Эривани, отстоящей от оного на 70 верст [74,6 км]. Когда засим подоспеет время занять Баку, то у меня за оставлением двух гарнизонов в Гандже и Эривани не будет и двух комплектных батальонов.
В связи с этим главнокомандующий просил прислать подкрепления. Примечательно, что о занятии Гянджи и Эривани Цицианов писал как о свершившемся событии.
Удачные действия генерала Гулякова против джарцев а Белокане в конце марта 1803 года, заставили эриванского хана склониться на все требования Цицианова, а открытые в это же время переговоры с бакинским ханом о принятии его в подданство, давали Цицианову возможность направить все свои силы против Гянджи.

## Подготовка к походу
Готовясь к походу в Гянджу, Цицианов приказал двинуться с Кавказской линии в Грузию двум полкам: Нарвскому драгунскому и 9-му Егерскому. В мае 1803 года эти войска вступили в Грузию и расположились следующим образом: драгуны — в Загоречье, Марткоби, Хошме, Патерзеуле и Макове, а егеря — один батальон в городе Гори, другой — в Сураме, и две роты — в Душете и две — Цхинвале.
Для следования с отрядом в Гянджу был отдан приказ приготовить также по 100 человек конных «татар» (азербайджанцев) из Демуртчасал, Борчалы и Казаха, которым необходимо было иметь с собой провианта на 6 недель.

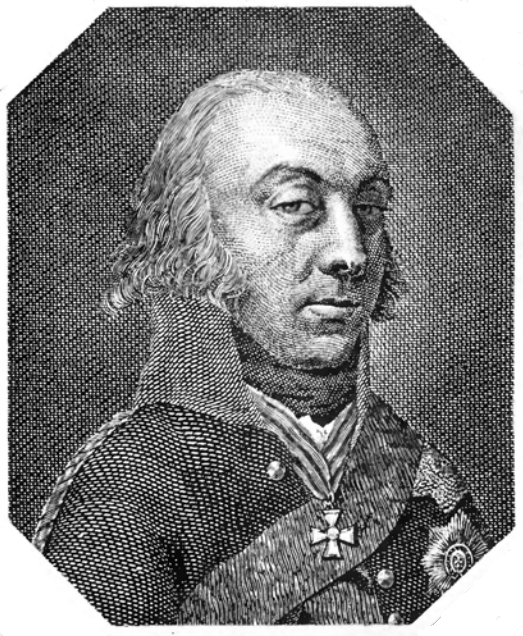
Главнокомандующий Грузии князь Павел Цицианов

Но сразу приступать к расширению границ империи Цицианов не мог по ряду причин. Во-первых, в его распоряжении было мало войск. Во-вторых, создавалось впечатление, что генерал ещё питал иллюзии по поводу возможности склонить владетелей Закавказья к принятию российского подданства дипломатическими мерами. В-третьих, внутренняя обстановка в Грузии требовала мер по административному обустройству края и подавлению оппозиции. Помимо этого, на Цицианова «давили» полученные им высочайшие инструкции, согласно которым всякого рода приращения территории допускались только при условии отсутствия опасности дипломатических и тем более военных осложнений с соседями.
Перед самым же движением к Гяндже, князь Цицианов был задержан на некоторое время лезгинами, появившимися со стороны Карталинии. Военные действия с лезгинами хотя и были весьма незначительными по своим результатам, однако останавливали кампанию Цицианова касательно взятия Гянджи. Главнокомандующий был вынужден отказаться от наступательных действий и вести оборонительную политику, боясь позволить дагестанцам ворваться внутрь Грузии, что легко могло произойти при выводе оттуда нескольких батальонов, предназначаемых в состав наступательного отряда. На умиротворение джаро-белоканских лезгин пришлось затратить гораздо больше сил, чем предполагалось.
Оборонительная система Цицианова и постоянное сторожевое положение войск, препятствовавшее некоторое время наступательному действию, дало возможность Джавад-хану приготовиться к встрече с русскими настолько, насколько позволяли его силы и средства. Пользуясь временем Джавад-хан отправил к Баба-хану посланного с просьбой оказать ему содействие против русских войск, идущих к Гяндже. Баба-хан ответил, что идёт теперь в Хорасан, а по возвращении окажет ему помощь. Помощь была оказана тем, что Баба-хан прислал только фирман к казахским агаларам, убеждая их покориться гянджинскому хану, вооружиться и действовать с ним заодно против русских войск.
Тем временем князь Цицианов ожидал прибытия в Грузию ещё 2 полков, Севастопольского мушкетёрского и 15-го егерского, для того, чтобы двинуться к Гяндже. 11 ноября прибыл Севастопольский полк и расположился для отдыха в 10 верстах (10,6 км) от Тифлиса, в урочище Гартискаро. 15-й егерский полк 12 ноября ещё находился в 70 верстах (74,6 км) от Тифлиса. Эти полки были изнурены переходом через горы в ненастное время года, в связи с чем при трёхбатальонном составе в Севастопольском полку осталось остались только лошади, годные для поднятия обозов двух батальонов. 15-й егерский полк Цицианов даже не решился брать с собой, а из Севастопольского полка взял только два батальона, и то не комплектных, третий же оставил «при тяжестях». Таким образом, Цицианов медлил с выступлением на Гянджу не только из-за необходимости отвести угрозу массированного набега горцев на Кахетию. Он ждал прибытия подкреплений. Однако, когда они явились, Цицианова постигло жестокое разочарование, которое он излил в своём письме государственному канцлеру от 17 ноября 1803 года. Цицианов писал:
Пришедшего полка Севастопольского шеф мне объявил, что его полк никогда свиста пуль не слыхивал, что ходить не умеют, и на 15 верстах [16 км] устают и падают. Солдаты 20 лет не сходили с места, а что важнее, так то, что в полку недостает 600 человек, кроме больных, и ожидать укомплектования оных не могу, потому, что когда полк сей послан из Крымской инспекции, то инспектор отказал назначенных военной коллегией ему дать рекрут; мои же тогда уже розданы были по полкам по назначению военной коллегии. Когда же так бывало, чтобы частные начальники против военной коллегии расписания смели поступать? Время уходит; в фураже недостаток, и начальники полков страшную требуют цену, а отказать я не могу для того, что запасу провиантского не сделали. После всех сих неустройств могу ли я полезен быть, оставаясь в службе, подвергая всякий день мою репутацию бесславию и не от своей вины, а от подчинённых.
Между тем о настроениях в Гяндже полковник Карягин доносил следующее:
Джават-хан хочет непременно с нами драться. Жители, армяне и татары, к бою приступать не хотят и намерены просить о пощаде. В город собраны жители со своими семействами из всех деревень; все татары находятся в самом городе, а армяне вокруг крепости. Особенных войск в городе не имеется, таковые в числе 7 тысяч составлены из жителей. Кроме бывших трёх орудий приготовлено ещё пять новых, и все они расставлены по башням.

## Поход на Гянджу

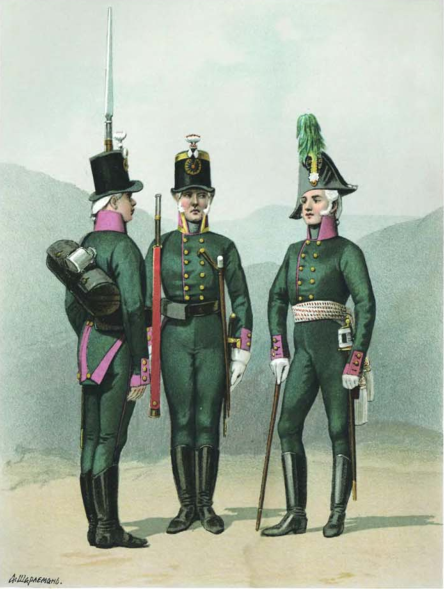
Рядовой, унтер-офицер и обер-офицер 17-го егерского полка в 1802 году. Худ. Адольф Шарлемань.

Для похода на Гянджу предполагалось составить отряд из 6 батальонов, 3 эскадронов: из 2 батальонов Севастопольского полка, 2 батальонов егерского полка, находившегося в Шамшадили, на пути в Гянджу, одного батальона Кавказского гренадерского полка, 3 эскадронов Нарвского драгунского полка и 2 рот 17 егерского полка, шефского батальона. Остальные две роты этого же батальона должны были присоединиться к ним, по возвращении из Владикавказа, куда они сопровождали царицу Дарью (вдову царя Ираклия II). Отряд должен был собраться 20 ноября в деревне Саганлуг, в 15 верстах (16 км) от Тифлиса, 21 ноября был назначен отдых, а 22 числа — выступление.
Собрав все имевшиеся в наличии силы, Цицианов двинулся на Гянджу. 20 ноября 1803 года его корпус, состоящий из шести пехотных батальонов, трёх эскадронов драгун, двух полков донских казаков, милиции, составленной из азербайджанцев Борчалинского, Казахского, Демурчасальского и Шамшадильского уездов, выступил из Тифлиса. Первый переход был в восемь с половиной верст (9 км) до деревни Суганлук. Небольшое расстояние, которое войско прошло в самом начале марша, объяснялось тем, что, несмотря на все приготовления и распоряжения, что-то забывали, или кто-то по каким-то причинам задерживался. Таким образом, потребовался день отдыха, чтобы всё привести в порядок. Потом отряд пошёл резвее. 22 ноября войско остановилось возле селения Демурчасалы, оставив за собой 24 версты (25,6 км). Здесь к Цицианову присоединился отряд татарской (азербайджанской) конницы. 23 ноября прошли 19 вёрст (20,3 км) и встали лагерем у деревни Шиколы, хотя, судя по карте, дважды переправлялись через небольшие реки и несколько раз — через овраги. Необходимость просушить одежду задержала выход 24 ноября, в связи с чем отряд продвинулся к намеченной цели всего 7 верст (7,5 км). 25 ноября войско перешло реку Акстафа и сразу встали лагерем, одолев ещё 16 верст (17 км) трудных горных дорог. Следующий перевал был сделан на берегу речки Тауз 25 ноября. Таким образом, войска преодолели 25 верст (26,7 км). Здесь отряд пополнился «казахскими и борчалинскими татарами», а 27 ноября подошли «татары шамшадильские». Во время боевых действий лёгкая и иррегулярная кавалерия составляла своеобразную завесу между собственными войсками и противником, как во время движения, так и на биваках. На стоянках Цицианов всегда выдвигал национальные мусульманские формирования в сторону наибольшей угрозы, причём между русской пехотой и «татарами» обязательно стояли казаки. 29 ноября при стоянке на Шамхоре милицию вообще поставили на другом берегу реки. В итоге, в шесть переходов отряд достиг шамшадильского селения Загиала, где к ним присоединились два батальона 17-го егерского полка.
Наконец, 29 ноября корпус Цицианова перешёл границу Гянджинского ханства. По прибытии 29 ноября в Шамхор, князь Цицианов написал Джавад-хану письмо и требовал сдачи крепости. Цицианов объяснил причины своего появления во главе войска тем, что Гянджа принадлежит по праву России, поскольку ранее она составляла часть грузинского царства, ныне входящего в состав империи Романовых, что в 1797 году город уже был занят русскими, что тифлисские купцы, ограбленные подданными Джавад-хана, не получили компенсации. Он также обещал «неограниченное милосердие» в случае безоговорочной капитуляции. Заканчивалось письмо грозным пассажем. В своём письме Джавад-хану первой и главной причиной прихода в Гянджу Цицианов называл, что «Ганжа с ея округом, во времена царицы Тамары принадлежала Грузии и слабостию царей грузинских отторгнута от оной», и, что Российская империя, приняв Грузию в своё покровительство, не может оставить Гянджу, считая её частью Грузии «в руках чуждых». Второй причиной Цицианов называл то, что шесть лет назад хан были российским подданным, и в Гянджинской крепости стояли российские войска. Третьей причиной Цицианов называл тифлисских купцов, обвиняя людей хана в их ограблении. Цицианов отмечал, что по европейскому обычаю и исповедуемой им по вере, он должен, не приступая к пролитию человеческой крови, предложить хану о сдаче города. По словам Цицианова, если Джавад-хан добровольно сдаст крепость, то испытает «неограниченное милосердие Его Императорского Величества», а если нет, то его постигнет несчастный жребий, «коему подпали некогда Измаил, Очаков, Варшава и многие другие города». Ответ Цицианов желал услышать на следующий день в полдень.
Ответ Джавад-хана был выдержан в том же стиле. Он отрицал справедливость того, что Гянджа принадлежала Грузии при царице Тамаре:
Сего я ни от кого не слыхал, однако предки наши Аббас-Кули-хан и проч. владели Грузиею.
В справедливость этого хан ссылался на грузинских старожилов, на следы, которые остались в Грузии после владения Аббас-Кули-хана: мечети, лавки и подарки от него грузинским князьям. Джавад-хан не отрицал того, что 6 лет назад был подданным по принуждению, а не по расположению к России, что им был сдан город и впущен русский гарнизон собственно только потому, что персидский шах был тогда удалён в Хорасан, и что он не имел к нему доступа, потому и «такому великому Государю российскому заблагорассудил усердствовать». Хан писал Цицианову:
Если ты угрожаешь мне битвой, то я готов. Если ты гордишься своими пушками, то они есть и у меня. Если ваши пушки в аршин шириной, то мои – в четыре аршина. Победа зависит от Аллаха. Ты уверен, что твои войска храбрее, чем кызылбаши? До сих пор ты имел дело только с подобными тебе И не сходился в битве с кызылбашами. Мы готовились с того момента, как ты пришел в Шамсаддин и подчинил наших подданых. Если ты хочешь войны, то ты её получишь. Что до твоих слов, что на наши головы обрушится несчастье, то несчастьем для тебя является то, что ты покинул Петербург, и тебе придётся столкнуться с ещё одним несчастьем здесь.
Хан упрекал Цицианова в совершенном непонимании дела. В том же письме Джавад-хан писал:
И ещё упоминали, что ежели не приму ваших предложений, то они послужат моему несчастью, а как вы предприняли такую невместную мысль? Видно, ваш рок несчастный из Петербурга сюда доставил и вы испытаете его удар.
Таким, образом, борьба за крепость началась с письменной дуэли Цицианова и Джавад-хана. После такой переписки для Цицианова взятие крепости стало не только государственным, но и глубоко личным делом.

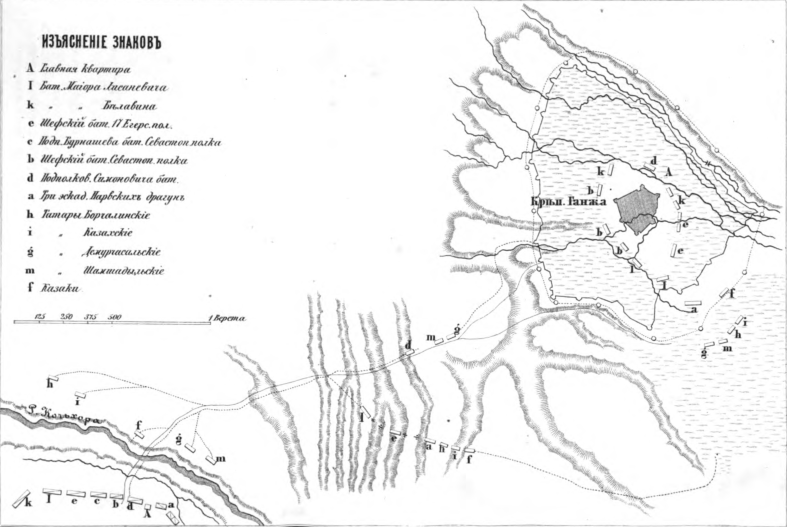
Движение русских войск из лагеря при реке Кочхор до форштадта крепости Гянджи. 2 декабря 1803 года

Ответ Джавад-хана не соответствовал ожиданиям Цицианова. Призывая армян к убежищу под защиту Всероссийского престола, князь Цицианов решился приблизиться к Гяндже. Дав отдых войскам, 1 декабря Цицианов выступил на речку Кочхор, а на другой день, не имея в руках плана Гянджи и его окрестностей, вынужден был приступить к личному обозрению местности. Для его обозрения со всеми тремя батальонами 17-го Егерского полка под командованием полковника Карягина, батальоном кавказских гренадер под командованием подполковника Симоновича, одним эскадроном нарвских драгун и лёгкими войсками (казаками и азербайджанцами), которыми командовал генерал-майор Портнягин, при 7 полевых орудиях.
Когда войска Цицианова подошли к Гяндже, выяснилось, что укрепления окружены обширными садами. Крепость была закрыта предместьем и садами, которыми необходимо было овладеть. Крепость невозможно было обозреть, не овладев предварительно садами.
С этой целью князь Цицианов сформировал две колонны — одну из Кавказского гренадерского батальона Симоновича и егерского батальона Белавина с частью лёгких войск и двумя орудиями под начальством подполковника Симоновича, которому было дано указание идти по тифлисской дороге. Другую колонну из двух батальонов 17-го егерского полка, Карягина и Лисаневича, эскадрона драгун, с 5 орудиями и прочими лёгкими войсками, повёл сам в обход правее тифлисской дороги через ханский сад.
Город Гянджа с цитаделью, окружённый садами, был расположен на равнине по реке Гяндже. В северо-восточной части, за садами, в одной версте (1 км) находилось предместье, а с востока, саженях в 100 (213 м) от крепости, каменные строения обширного караван-сарая с мечетью и мейданом (площадью). Сады и предместья были окружены каменной землебетонной стеной, высотой в 10 футов. Вся длина окружности стены, охватывающей сады и предместья и представлявшей одну непрерывную линию с выступами, в виде бастионов, достигала до 5 верст (5,3 км). От этой стены, до крепостной ограды ближайшее расстояние (до 400 саженей или 853 м) было по тифлисской дороге, пролегавшей в северо-западном направлении по ручью, или водяному рву, протекавшему через западную часть города, мимо цитадели. Другая дорога из крепости вела в Карабах и выходила из восточного угла города, у башни. Миновав мечеть и караван-сарай, дорога спускалась к реке Гяндже. Ханский сад находился справа от города, вне крепостной стены, в одной версте (1 км) от тифлисских ворот. Город был окружён двойной оградой — земляным валом с палисадом длиной в 650 саженей (1387 м) и высотой в 10 футов (3 м), и каменной стеной с шестью башнями. В самом центре города, состоявшего исключительно из деревянных строений, находилась каменная цитадель с ханским дворцом, занимавшая площадь в 50 квадратных саженей (107 м².).

## Осада

### Подготовка к штурму
Карягин и Лисаневич повели свои батальоны со стороны ханского сада в ротных колоннах. С егерями Карягина следовал князь Цицианов.
В садах русские войска встретили сильное сопротивление и были вынуждены выдержать упорную борьбу. Высокие землебитные заборы из глины на каждом шагу доставляли войскам ханства, занимавшим дефиле и укрепления, средство к обороне, а к русским — отдельное укрепление, которое приходилось брать открытой силой или штурмом. Несмотря на сильный огонь и сильное сопротивление ханских войск, отряд Цицианова сумел в течение двух часов очистить предместье, состоявшее почти из одних садов, протянувшихся на 1,5 версты (1,6 км) от города. В своём рапорте от 8 декабря 1803 года Цицианов писал:
Непобедимые войска, привыкшие презирать препоны на пути, ведущем к славе, очистили предместье, из садов составленное, с неописанною неустрашимостью.
В глазах Цицианова отличились капитаны Котляревский и Дьячков, штабс-капитан Парфёнов, поручики Трунов и Чевкин, полковой адъютант Патрижицкий и квартирмейстер Суроков. Особенно отличился капитан Котляревский, который, будучи впереди своей роты при занятии наружной ограды, был ранен пулей в ногу навылет, но не оставил своего поста, пока не был выведен из огня гвардии поручиком Михаилом Воронцовым, впервые бывшим в бою (впоследствии фельдмаршалом и главнокомандующим на Кавказе) и унтер-офицером Богатырёвым, который в самом начале штурма был ранен пулей в сердце. Наибольшего же сопротивления встретила колонна Симоновича при наступлении по тифлисской дороге к караван-сараю.
В течение двух часов русские войска, вогнав противника в крепость, заняли предместья и сады и утвердились кругом крепости на определённых местах для блокады. Батальон Лисаневича с батареей в два орудия расположился у двух ручьёв (водяных рвов) против Тифлисских ворот и башни Юхари-Кале, шефский батальон с тремя орудиями встал правее башни Джафар-бек, батальон Белавина же во время атаки находился с батальоном Кавказских гренадер в команде подполковника Симоновича, а впоследствии этот батальон занимал позицию против башни Шарам-бек, левее караван-сарая, в котором находилась главная квартира князя Цицианова, под прикрытием гренадерского батальона Симоновича.
Во время атаки 2 декабря войска хана потеряли 250 человек убитыми, из которых большая часть пала при столкновении с колонной подполковника Симоновича, шедшей по тифлисской дороге. При этом русским сдались в плен 200 шамшадильских азербайджанцев и 300 армян. Русские потеряли 70 человек убитыми и 30 — ранеными, в том числе были убиты 7 нижних чинов, ранены 2 офицера (Котляревский и Дьячков), 4 унтер-офицера, 1 барабанщик и 8 рядовых егерей.

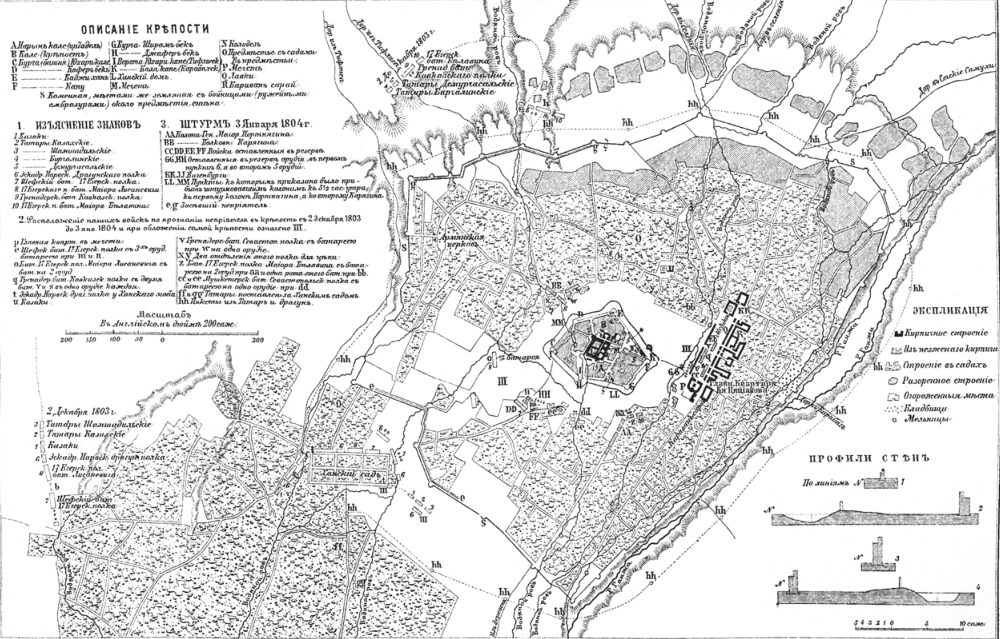
План крепости Гянджи, бывшей в блокаде со 2 декабря 1803 по 3 января 1804 года

Цицианов свидетельствовал перед императором об «усердии, рвении, храбрости и твёрдом мужестве» всего отряда при занятии предместий из садов, особенно рекомендовал полковника Карягина, майора Лисаневича и раненого капитана Котляревского. Цицианов в своём рапорте от 8 декабря 1803 года писал:
Не могу также умолчать о храбрости и мужестве лейб-гвардии Преображенского, полка поручика графа Воронцова и Вашего Императорского Величества флигель-адъютанта Бенкендорфа, кои взяв позволение у меня быть при егерских батальонах, кидались во все опасности. Всеподданнейше рекомендовать осмеливаюсь всех офицеров, находящихся в егерских батальонах и драгунских эскадрон…
В своей рекомендации главнокомандующий называл также генерал-майора Портнягина, артиллерии полковника Ахвердова, командира Кавказского гренадерского батальона Симоновича и майора Нарвского драгунского полка Фитингофа.
Крепость была окончательно обложена и началась бомбардировка, которая продолжалась около месяца без всяких видимых результатов. Сначала Цицианов надеялся, что Джавад-хан, устрашённый потерей предместий, будет вынужден сдать крепость добровольно. Но эти надежды не оправдались, несмотря на стеснённое положение гарнизона и большое число дезертиров (ежедневно из крепости бежало много людей, ослаблявших и уменьшавших этим гарнизон хана).
Цицианов пытался склонить хана к сдаче крепости посредством переговоров. В своём новом письме к Джавад-хану, которое выглядело заметно мягче, Цицианов снова требовал сдачи крепости, давая сроку для окончательного ответа один день. Вместо извещения о сдаче парламентёр принёс ответ правителя Гянджи, в котором тот требовал уважительного к себе отношения. Так, в своём ответе от 11 декабря Джавад-хан писал, что получил письмо Цицианова, что завтра на субботний день, празднуемый жидами, он отправит к генералу человека, послезавтра же, в воскресенье, отправит ещё одного человека, и если Цицианов «хорошо будет предлагать», хан «тоже взаимно хорошо буду отвечать».

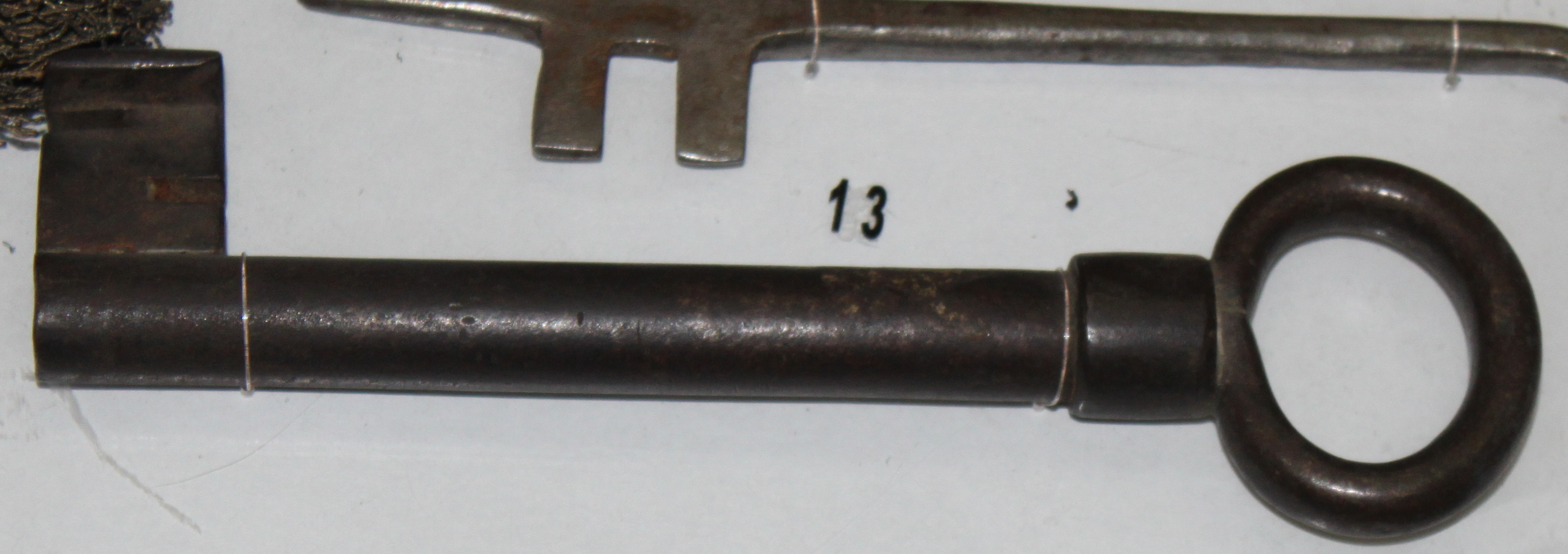
Ключ от Гянджинской крепости. Музей истории Азербайджана (Баку)

Цицианов отвечал, что не условия ему предлагает, а по-прежнему требует сдачи и вновь пригрозил штурмом. Он писал если Джавад-хан вышлет, в тот же день, по утру, ключи от города с сыном своим Гуссейн-Кули-Агою, который должен оставаться аманатом, в знак сдачи города начальнику войск российских, тогда «всё счастье и благоденствие сойдёт на Джават-хана ганжинского».
В противном случае Цицианов обещал начать штурм и пролить кровь «несчастных» его подданных, хотя и не единоверных ему, но которых ему жаль «по человеколюбию». Джавад-хан просил прислать к нему для переговоров Казаха Махмада, но Цицианов отказал ему, требуя ответа на бумаге, а не на словах. Джавад-хан тянул время, соглашаясь вести переговоры через доверенное лицо. В своём письме от 28 декабря 1803 года Джавад-хану Цицианов писал, что хан просил третьего дня Казаха Махмада, для перенесения переговоров, что Цицианов требовал сказать его отчество, поскольку Махмадов много. Цицианов заключал, что хану нужно объясниться, и что он «по вере своей» презирает «гордость азиатскую». Для избежания кровопролития Цицианов позволял осаждённым просить перемирия, осаждающие дают столько времени, сколько заблагорассудится. Цицианов писал, что после истечения времени или возгорится война, или хан должен сдать город на его условиях, отмечая, что так делалось в присутствии Цицианова под 4 крепостями. Ответ Цицианов требовал дать в тот же день. В этом письме Цицианов писал, что никто не слышал на свете, чтобы российские войска, обложив крепость, отошли без взятия её сдачею или штурмом: «Первое благоденствие сдающимся утверждает, а последнее кровью омывается, и Бог покажет, при последнем, в чьих руках Ганжа останется».
29 декабря хан отвечал, что он просил прислать к нему Махмата-Мирзу-Оглу, и говорил, что требования Цицианова такие, что их исполнить никто не в состоянии. Джавад-хан, между прочим, писал, что когда кто-то кому-то строго пишет, ответ такой же должен получить. Указывая на то, что Цицианов упоминал, что во время переговора в законе его стрельбы не бывает, хан писал, что в его правлении, когда неприятель состоит так близко, на пушечный и ружейный выстрел, против такого всегда надо стреляться. На слова Цицианов, что «во время штурма кровь человеческая прольётся», Джавад хан отвечал, что грех будет на совести самого Цицианова. Указав на то, что по словам Цицианова «в законе христианском кровь проливать грешно», хан писал, что в его «магометанском законе, — ежели кто на кого идёт силою и пролита кровь будет, то за грех не поставляется». А на требование Цицианова, чтобы в тот же день был ответ на письмо, Джавад-хан писал, что такие слова господину можно употребить к своему слуге, что хан никого не опасается, и что отвечает тогда, когда хочет. Хан писал, что посланный от Цицианова был карабахским, и опасся идти к генералу, посему хан послал ответ с другим.

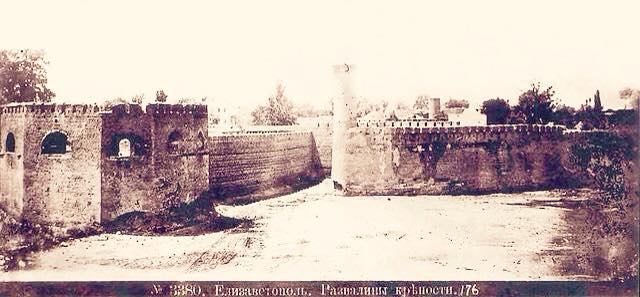
Развалины Гянджинской крепости. Фотография XIX века

Пока велись переговоры, состояние крепости ухудшалось. Ханский гарнизон нуждался в дровах, запаса провианта хотя и было достаточно, но не было ячменя, лошади умирали, водопроводы были загружены мёртвыми телами, воздух был заражён, нужда и болезни увеличивались. Но несмотря на это, Джавад-хан не сдавался. Осаждающие также терпели нужду: не было фуража, число больных увеличивалось.
В последнем своём письме Цицианов пообещал после взятия города предать хана позорной смерти, а тот ответил, что погибнет, защищая стены.
Видя, что угрозы не действуют на правителя Гянджи, Цицианов переменил тон и выдвинул новые условия. Цицианов в последний, пятый раз сделал попытку склонить гордого хана на сдачу, предложив ему следующее:
Джевад-хан со всеми жителями должен принять подданство России, сдать крепость российским войскам со всем имуществом, он останется владельцем и будет платить ежегодно 20 тысяч рублей дани, снабжать провиантом войска как расположенные в крепости, так и те, которые будут находиться по дороге к Шамшадилю, от Шамшадили и её жителей отказаться и выдать своего сына.
Джавад-хан не пожелал быть данником России, даже оставаясь владетелем ханства. Одной из причин упорства Джавад-хана было бедственное положение русских войск. В назначенный срок присылки ответа из Гянджи был открыт пушечный и ружейный огонь.

### Штурм крепости
Джавад-хан считал, что недостаток продовольствия и фуража, холод и болезни рано или поздно должны были вынудить русских войск снять осаду. Но Цицианов не уходил не только потому, что это был бы «неслыханный для непобедимых российских войск стыд». Многочисленные перебежчики сообщали князю, что город держится из последних сил. Пересидеть гянджинцев русское командование не надеялось — собственные силы были на исходе.
Военный совет, собранный из четырёх старших начальников: генерала Портнягина, полковников Карягина и Ахвердова и подполковника Симоновича под председательством Цицианов решил на рассвете 3 января 1804 года штурмовать крепость. По диспозиции предписывалось произвести штурм двумя колоннами: первой, составленной из 200 спешенных драгун, Севастопольского гренадерского батальона и батальона Симоновича Кавказского гренадерского полка под предводительством генерал-майора Портнягина надлежало идти влево от Карабахских или верхних ворот; второй колонне из двух батальонов 17-го Егерского полка, шефского и майора Лисаневича, под предводительством шефа полка полковника Карягина идти левее Тифлисских или цитадельских ворот, делая сначала обманное нападение, а впоследствии — и действительное. Но прежде всего Цицианов убрал из боевых порядков мусульманскую (азербайджанскую) милицию, опасаясь, что в темноте она может переметнуться на сторону противника и наделать много бед. Ей было приказано держать цепь вокруг форштадта и садов.
Перед штурмом Цицианов дал секретное предписание Портнягину, начальнику войск, назначенных к приступу, следующего содержания:
С вечера оставаться всем на своих постах, как они есть теперь в обложении. За пол часа до движения к настоящему делу, всем занять как назначенные в диспозиции места, так и посты, показанные капитаном по квартирмейстерской части Чуйкою; но нет слов изъяснить с какой тихостью и глубоким молчанием должно делаться перемещение войск. Все штандарты и знамёна ночью без церемонии принести на мечетный двор и отдать там караулу. Казачья цепь до рассвета должна стоять на своих постах, разумея о ближайшей, соединяющей батареи, а остальные при резервах в закрытых местах от пуль и ядер; по рассвете собраться всем к оным.

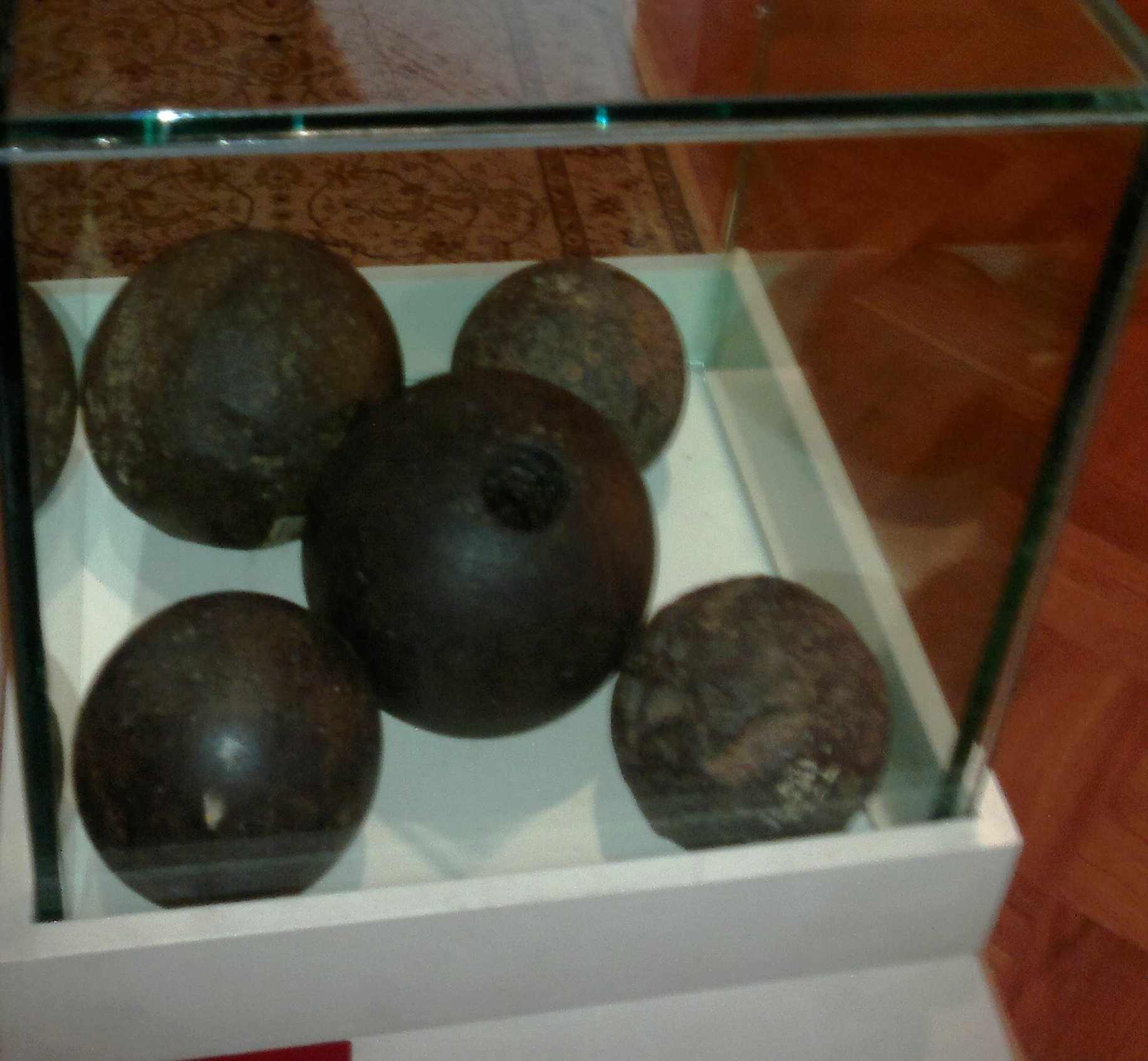
Пушечные ядра, применявшиеся русскими войсками против защитников крепости Гянджа. Эти ядра были собраны по приказу русского командования из-под стен Гянджи в 1803—1804 годах. Музей истории Азербайджана (Баку)

Батальон 17 егерского полка майора Белавина, при котором находился и сам Цицианов, составлял резерв и был поставлен на Майдан (площадь) против Карабахских ворот. Против тифлисских же ворот был поставлен батальон Севастопольского мушкетёрского полка с приказом препятствовать выходу противника из крепости, и в случае требования штурмующих, спешить на помощь. Вся артиллерия из 11 орудий, в том числе три трёхфунтовые пушки были сведены в резерв, к которым было приставлено и по 100 казаков. Всем чинам отряда было сказано наблюдать, чтобы солдаты при штурме щадили женщин и ребят и отсылали их в очищенные башни, к которым Цицианов приказал приставить караул для их безопасности. Грабёж до совершенного истребления противника строго запрещался.
К 5 часам утра полковник Карягин привёл два батальона вверенного ему полка в величайшей тишине к назначенному месту против башни Кафер-бек и расположил их, скрыв за оконечностью садов, прилегавших к тифлисской дороге. Под командой Карягина стояло 43 унтер-офицера, 17 волторнистов и барабанщиков, 524 рядовых егеря, 7 фельдшеров и цирюльников и 4 кузнеца с молотами и ломами для ломания стен (в строю всего было 615 человек с 20 офицерами). В шефском батальоне был 21 унтер-офицер, 4 волторниста, 7 барабанщиков, 263 егеря, 2 цирюльника, 3 кузнеца (итого 300 человек). В батальоне Лисаневича был 22 унтер-офицер, 6 барабанщиков, 261 егерь, 1 фельдшер, 4 цирюльника, 1 кузнец (итого 295 человек). Кроме того в первом батальоне было 11 денщиков, а во втором — 6. Во время осады в обоих батальонах состояло ещё 32 нестроевых нижних чина, не принимавших участия в штурме: 3 писаря, 2 лазаретных служителя, 10 плотников, 1 оружейный мастер, 1 церковник, 17 фурлейтов. Всего же в двух батальонах было 644 нижних чина. В батальоне Белавина кроме больных было 280 офицеров и нижних чинов. Таким образом, перед штурмом Гянджи во всём 17-м егерском полку могло состоять до 920 человек.
В половине 6-го часа утра было начато движение колонн к штурму, чтобы пользуясь темнотой ночи, можно было приставить лестницы к земляной городской стене.
Назначив для обманного нападения команду егерей с поручиками Никшичем и Егуловым, которые своим огнём должны были отвлечь на себя огонь противника и тем облегчить эскаладу штурмующих, Карягин, согласно диспозиции, повёл свои колонны к земляному валу. Их наступление прикрывалось садами и заборами. Когда до земляного вала оставалось не более 15 саженей, ханские войска заметили движение и открыли пушечный и ружейный огонь. Затем на атакующих посыпались камни и стрелы, а доступы к каменной стене были освещены подсветами, сделанными из свёрнутых бурок, обмоченных нефтью.
Карягин, не дожидаясь пока взойдёт на вал с противоположной стороны колонна Портнягина, и не слыша оттуда барабанного боя, кинулся на лестницы и вступил на стену, где был ранен в ногу капитан Сахаров. Одновременно с ротой Сахарова через земляной вал перебрались и взобрались по лестницам, приставленным частью к стене, частью к амбразурам башни, к стене со своими ротами капитаны Каловский, Дьячков и Терешкевич, штабс-капитаны Парфёнов и Хрусталевский. Поручик Трунов, командуя 1-м взводом в роте Карягина, перейдя поспешно ров и земляной вал, подошёл к башне Кафер-бек и, приставив лестницы к амбразурам, вместе со своими егерями взошёл на башню.

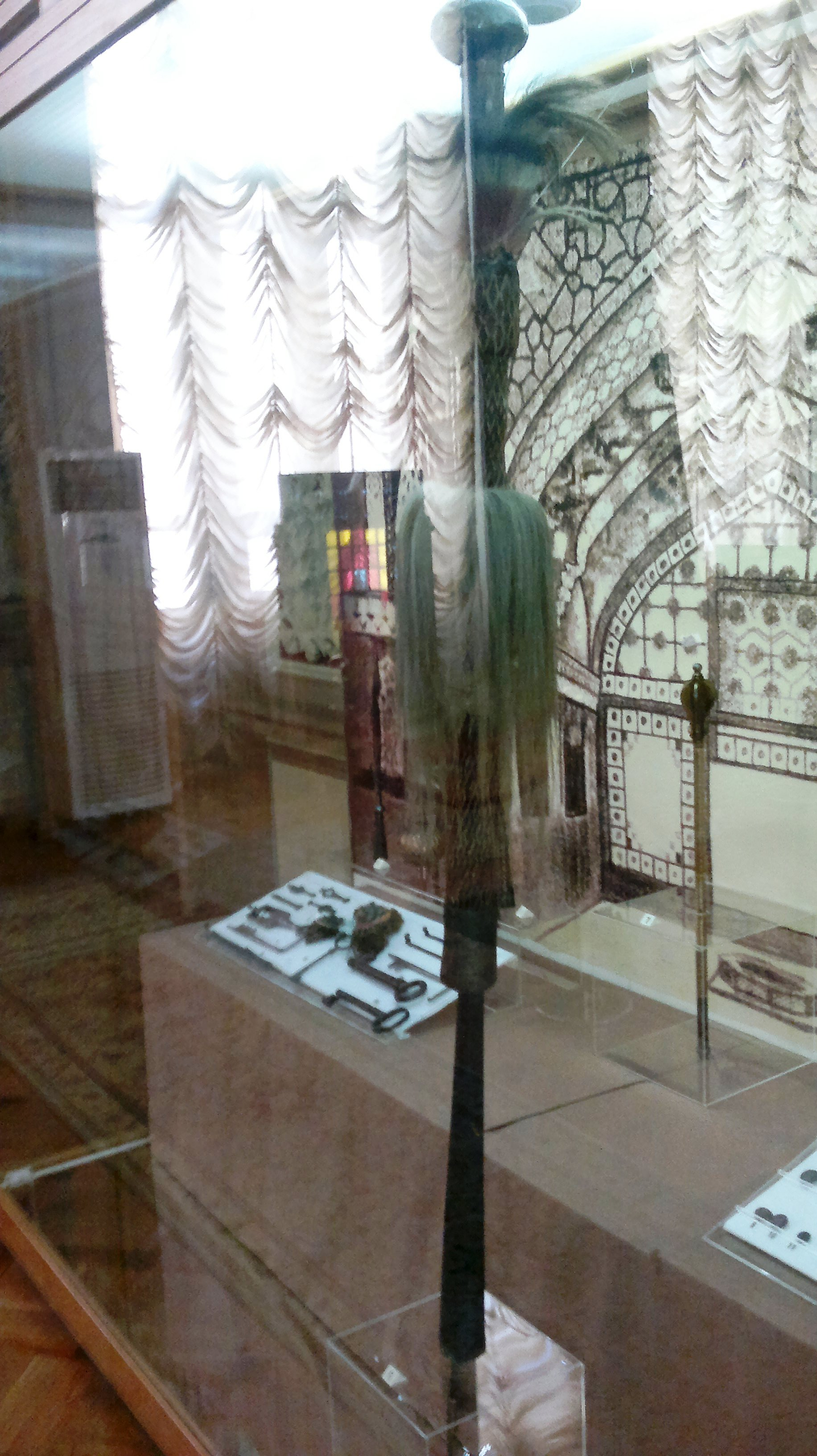
Бунчук (символ власти) Джавад-хана. Музей истории Азербайджана (Баку)

После взятия башни Кафер-бек майор Лисаневич с ротами вверенного ему батальона по приказу Карягина двинулся к правой стороне башни Кафер-бек ко второй башне Юхари-Кале, овладел её и отворил ворота. Затем Лисаневич, оставив при воротах присланную Карягиным роту штабс-капитана Парфёнова, двинулся к третьей башне Каджи-хан, для взятия которой ранее был направлен Карягиным капитан Дьячков с ротой, который её занял. Здесь был убит капитан Каловский. Сам Джавад-хан, сев верхом на самую большую пушку из находившихся в крепости, с саблей в руках защищался до тех пор, пока не был изрублен. Таким образом, раньше чем колонна Портнягина, потерпевшая неудачу в самом начале штурма, взошла на вал, в руках егерей 17-го полка была уже половина вала крепости с тремя башнями. В своём донесении Цицианов писал:
Итак, одно, так сказать, мгновение доставило неслыханной храбрости войск Вашего Императорского Величества овладение тремя башнями, где на одной из оных Джават-хан принял достойную месть за пожертвование таким числом людей своей гордости.
Первоначальная неудача штурма колонны Портнягина, объясняется тем, что Джавад-хан сосредоточил все свои силы против бреши при первой тревоге. Вынужденный оставить путь через брешь, Портнягин решил взять стены. Два раза ханские войска отталкивали лестницы и два раза солдаты приставали их снова. Только в третий раз солдатам удалось взобраться на вал и овладеть её остальной частью и тремя другими башнями. В колонне Портнягина находилась команда егерей 17-го егерского полка с поручиком Лисенко, вероятно, высланным князем Цициановым из батальона Белавина. Лисенко нашёл удобный проход и препроводил колонну. Армяне Гянджи помогли русским захватить башню, защитники которой были ослаблены.
После взятия всех шести башен войска стали спускаться в город по 12-аршинной (8,5 м) каменной стене. Необходимо было перетаскивать с наружной стороны стены 14-аршинные (10 м) лестницы и спускаться в город (выходы из башен были очень узкими, и спуститься в город с восьмиметровой стены оказалось невозможно, тем более что снизу велась интенсивная стрельба). В городе была паника. Толпы азербайджанцев, пеших и конных, напрасно искали ханского бунчука, «воинственного их маяка». Жёны высыпали на площадь и своим криком оглашали воздух. Солдаты русской армии очищали улицы города от противника. К полудню было уже тихо. Город был покрыт мёртвыми телами. Солдаты снимали с лошадей золотые уборы.
Таким образом, за 1,5 часа войскам Цицианова удалось взять крепость. Но ни одна из около 8600 женщин, взятых ханом в город из деревень в залог верности их мужей, и ни один младенец не погибли. Цицианов в своих рапортах от 3 и 10 января 1804 года писал по этому поводу: «Человеколюбие и повиновение моему приказанию, доселе при штурмах неслыханное».

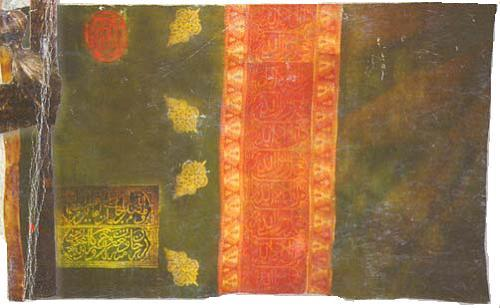
Знамя Гянджинского ханства, захваченный во время штурма. Музей истории Азербайджана (Баку)

Всего ханские войска потеряли 1500 человек убитыми (по свидетельству Зубова число убитых доходило до 1750 человек). В других источниках количество убитых мусульман варьируется от 1750 до 3000 человек. В плен было взято 17 224 человека (8585 мужчин и 8639 женщин). Потери русских войск составили 3 офицера и 35 человек нижних чинов убитыми и 12 штаб и обер-офицеров и 192 человека нижних чинов ранеными. В том числе в 17-м егерском полку был убит капитан Коловский и 8 егерей, ранены капитан Сахаров (тяжело) и Дьячков, штабс-капитан Хрусталевский, поручики Патрижицкий (полковой адъютант) и Никитич, подпоручики Вербицкий и Туманов, 3 унтер-офицера и 57 рядовых.
Во время штурма вместе со своим отцом погиб и средний сын Джавад-хана Хусейн-Кули-хан. Старшему Угурлу-хану и младшему Али-Кули-хану удалось бежать и найти убежище у Ибрагим-хана Карабахского (сначала Цицианов думал, что они бежали к зависевшему от Гянджи правителю Самуха Шерим-беку).
От грабежа русских войск многие жители спрятались в Джума мечети. Согласно рапорту самого Цицианова царю, «до 500 человек татар засели в мечеть, с тем, может быть, чтобы сдаться победителям. Но один армянин сказал нашим солдатам, что между ними есть несколько дагестанских лезгин. Одно название лезгин было сигналом смерти всех бывших в мечети». Лезгинцы, часто совершавшие набеги на русских ещё на территории Грузии, считались их кровными врагами. В результате более пятисот мирных жителей, нашедших убежище в «Джума мечети», были перебиты до последнего.
Грузинский царевич Давид, современник событий, писал о разорении Гянджи:
Так как грузины имели злобу на жителей оного, то князь Цицианов не мог воспрепятствовать оным грабить и разорять город, где большая часть жителей мужского полка побита, а женского взята в плен, а сам хан умерщвлён.
4 января главная мечеть города была уже обращена в церковь.

## Итоги и последствия
Для того, чтобы сильнее убедить жителей Гянджи в том, что русские войска не только не оставят крепость, как это случалось прежде, но что и весь край останется в подданстве России, Цицианов переименовал Гянджу в честь императрицы Елизаветы Алексеевны — в Елисаветполь. Само ханство было ликвидировано. Территория бывшего Гянджинского ханства уже под названием Елизаветпольского округа была присоединена к Российской империи. По получении донесения о взятии Гянджи Александр I 4 февраля 1804 года произвёл Цицианова в генералы от инфантерии.
Павел Бобровский писал о результате штурма:
Через полтора часа от начала штурма крепость Ганжа, наводившая страх на Адербейджан и Грузию, слывшая оплотом между азиятцами, бывшая ключём северных провинций Персии — была в руках победителей. Более полуторы тысяч трупов татар устилали стены и улицы павшей твердыни. В плен взяты 8585 мужчин и 8639 женщин.
В числе пленных, взятых при штурме Гянджи к Цицианову была приведена семья Джавад-хана. Из воинского дополнительного бюджета им тотчас была выдана сумма в 900 рублей. Семью отвели в дом на форштатде и купили у штурмующих за счёт грузинского дополнительного бюджета ковров, одеял и прочего и выдать им из хлебного запаса 30 четвертей пшеницы и 20 четвертей как сарочинского пшена, так и проса. Первая жена хана Бегум (Мелкэ-Ниса-бегюмы), родная сестра шекинского Мамед-хана, просила Цицианова, чтобы её с дочерью (Ширин-бегюм) отпустили к брату, который также просил об этом. Цицианов согласился, полагая, что этим поступком он возбудит привязанность к кротости и милосердию русского правления. В то же время Цицианов просил о производстве пенсии всем остальным пленным членам семьи хана.
В добычу русским досталось 9 медных, 3 чугунных орудия, 6 фальконетов и 8 знамён с надписями, 55 пудов пороха и большой хлебный запас.
Полковник Карягин и майор Лисаневич были награждены орденом Святого Георгия IV степени. Кроме того, князь Цицианов пожелал отличить Карягина, которого считал главным «виновником блистательного штурма», ходатайством о Высочайшем пожаловании ему «во мзду его рвения и усердия» алмазных украшений на бывший у него орден Святой Анны II степени. Ему была пожалована золотая сабля с надписью «за храбрость». Пятнадцать отличившихся офицеров были награждены орденами Святой Анны III степени.

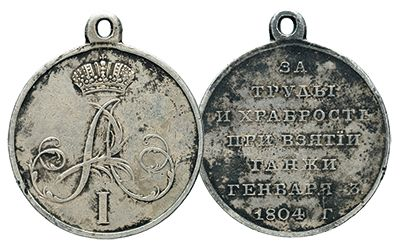
Аверс и реверс медали «За труды и храбрость при взятии Гянджи»

По повелению императора Александра I для награждения участников штурма была учреждена серебряная медаль, предназначенная для ношения. На лицевой стороне медали изображена монограмма императора, на обороте надпись: «За труды и храбрость при взятіи Ганжи генваря 3. 1804 г.». Всего отчеканено 3700 медалей.
9 января 1804 года князь Цицианов предписал Карягину с вверенным ему 17-м Егерским полком и 145 казаками охранять как новоприобретённую крепость и город Гянджу с его округом, так и Шамшадильскую волость. По словам Павла Бобровского, с этого времени 17-й Егерский полк «в течение нескольких лет становится щитом Грузии со стороны Персии и передовым бойцом в персидской войне, умножив летописи нашей военной истории подвигами, изумлявшими современников и поучительными для потомков».
Полагая, что сыновья Джавад-хана бежали к зависимому от Гянджи правителю Самуха Шерим-беку, Цицианов отправил ему письмо в котором приказывал покориться, заявляя, «сказал, что Гянжу возьму, — и взял». Письмо оказало своё действие. Тотчас после взятия Гянджи самухский правитель, имевший в своём владении не более 400 домов, приехал к Цицианову с просьбой принять его в русское подданство. Цицианов, приведя его к присяге, обложил податью в 1000 червонных в год.
Падение Гянджи потрясло соседей Грузии. Большая часть ханов отправила послов Цицианову с выражением кротости и смирения и кажущейся готовности исполнить желания русского правительства. Карабахский и шекинский ханы изъявили готовность вступить в русское подданство. Царь Имеретии Соломон, озадаченный взятием Гянджи, послал Цицианову поздравление с победой и подчинился требованиям князя. 4 июня 1804 года Имеретия была принята в подданство России. Мингрелия и Гурия, бывшие от ней в зависимости, также были объявлены вступившими в подданство России. Даже владетель Абхазии Келиш-бек склонялся на сторону России и искал покровительства.
Видя, какое ошеломляющее впечатление на Закавказье произвело покорение Гянджи, весной 1804 года Цицианов попытался присоединить Нахичеванское ханство. 5 мая он предложил правившему там Келб-Али-хану следующие условия перехода под власть России: выслать скрывавшегося в ханстве армянского «лжепатриарха» Давида и провозгласить патриархом Даниила, допустить гарнизон в крепость Нахичевань и согласиться на выплату 80 тысяч дани в год. Взамен Келб-Али-хан и его наследники признавались полноценными правителями, теряя лишь возможность выносить смертные приговоры. Россия обязывалась охранять Нахичевань от посягательств извне, а также приложить все усилия для выкупа семьи хана, находящейся в руках персов. Письмо Цицианова заканчивалось следующими словами:
…Скорей солнце оборотится назад, в Каспийском море не будет воды, нежели мой поход отменится. Разница только та, что или приду как брат спасать брата, или как враг — наказать дерзающего противиться велению Государя государей, подобно Джавад-хану Гянджинскому.
Генерал-лейтенант Сергей Тучков вспоминал о штурме Гянджи и писал про Цицианова:
Цицианов выдвинул такие жёсткие условия, которые не могли быть приняты Джавад-ханом. Цицианов стремился продемонстрировать юному императору свой талант и потому стремился к кровопролитию. Несмотря на то, что Джавад-хан осознавал, что он не сможет противостоять русским, он предпочёл смерть принятию подобных неприемлемых условий.
Эриванский хан открыто оставался враждебным, но, сознавая неизбежность столкновения с Россией, был уверен в помощи со стороны Персии.
Новости о разрушении Гянджи, смерти Джавад-хана, его сына и многих мусульман породило волнение при каджарском дворе. 11 марта 1804 года Фатали шах Каджар собрал свою армию и созвал племенные войска из провинций в свой лагерь под Султанией. В апреле того же года шах и Аббас Мирза пересекли Аракс, войдя в Нахичевань, и двинулись в сторону Эривана для встречи с Цициановым, который слал подобные угрозы Мухаммед-хану Эриванскому. Большая каджарская армия заставила русских отступить, понеся большие потери. Это первое вооруженное столкновение с Россией положило началу войны с Каджарами[1]. Джордж Бурнутян считает, что действия Цицианова были безрассудными, которые втянули Российскую империю в войну с Каджарами и вскоре также с Османской империей, в тот момент, когда России и всей остальной Европе угрожал Наполеон.

## Память

Мавзолей над могилой Джавад-хана близ Джума-мечети Гянджи. 2 января 2012

В современном Азербайджане Джавад-хан считается «борцом за независимость», «легендарным гянджинцем» и «символом мужества», «самоотверженным героем», готовым в минуту опасности для своей родины пожертвовать своей жизнью и жизнью своих детей. Азербайджанский историк, заведующий кафедрой истории Гянджинского государственного университета, доктор исторических наук Гасанбала Садыхов называет Джавад-хана «великим правителем», «боровшимся за свободу своего народа, против иноземных захватчиков».
Джавад-хан был похоронен во дворе Джума-мечети (мечети шаха Аббаса), где некогда располагался ханский дворец (в прошлом хоронить знатных людей неподалёку от места проживания считалось честью). Однако, в советское время было дано распоряжение убрать его останки. Это было сделано в связи с тем, что во-первых тот, кто сопротивлялся согласно официальной версии «добровольному присоединению Азербайджана к России», считался «изменником и предателем интересов Азербайджана» (к примеру, Фатали-хан Кубинский, который был союзником и проводником интересов России в Азербайджане, подавался в учебниках и монографиях как герой, про которого был также в 1947 году снят художественный фильм). Во-вторых, прославление погибшего, родовитого и воинственного хана, являвшегося классовым врагом, противоречила идеологии СССР.

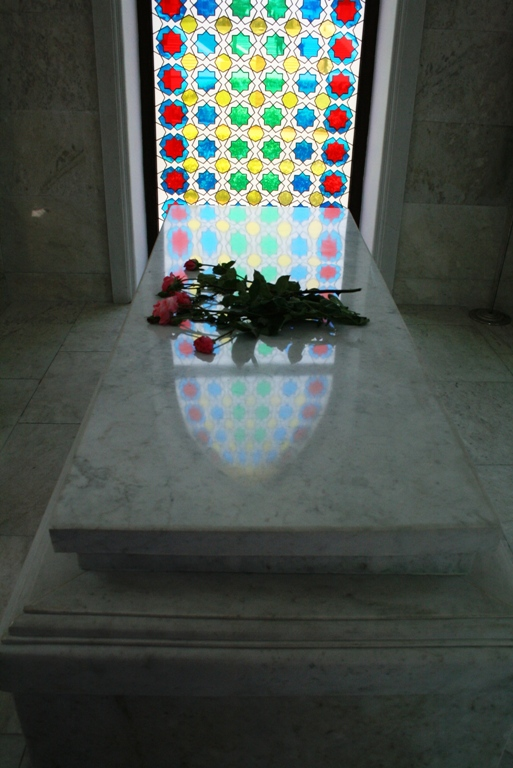
Могила Джавад-хана с возложенными на неё цветами

Прошли десятилетия после свержения первой республики (АДР), и ко времени распада СССР в Азербайджане вновь начали развиваться идеи национальной независимости. Джавад хан из предателя и реакционера снова стал считаться национальным героем. Было выяснено, где были перезахоронены останки Джавад хана. Его прах снова перезахоронили, на прежнем месте, неподалёку от Джума-мечети. Гейдар Алиев называл Джавад-хана «героем азербайджанского народа». В 2005 году над могилой Джавад-хана на средства, выделенные фондом Гейдара Алиева, был возведён мавзолей — тюрбе. Сегодня это место считается гордостью всех гянджинцев. Население города после обретения республикой независимости ежегодно 4 января, в день гибели Джавад-хана, совершает шествие к его мавзолею, возлагая цветы на могилу последнего повелителя ханства, почитающегося как шахид.
В 2008 году режиссёрами Рамизом Фаталиевым и Дильшадом Фатхулиным о жизни правителя Карабахского ханства Ибрагим Халил-хана (в роли которого играл Фахраддин Манафов) был снят художественный фильм «Судьба повелителя». В этом фильме, наряду с различными событиями, происходившими в то время в Закавказье, была показана сцена штурма Гянджи русскими войсками. Роль Джавад-хана в этом фильме играл Видади Гасанов (с 2012 года — заслуженный артист Азербайджана), роль Цицианова — народный артист Российской Федерации Александр Галибин, а генерала Портнягина — народный артист Азербайджана Юрий Балиев.
В 2009 году азербайджанским режиссёром Ровшаном Алмурадлы был снят исторический художественный фильм про Джавад-хана по сценарию народного поэта Азербайджана Сабира Рустамханлы. Роль Джавад-хана сыграл народный артист Азербайджана Нуреддин Мехдиханлы, а роль Цицианова — народный артист Азербайджана Рамиз Новрузов. В финальном эпизоде фильма была показана сцена штурма Гянджи и гибели Джавад-хана.
В январе 2010 года в Гяндже состоялись торжества по случаю 206 годовщины со дня смерти Джавад хана. Здесь, возле мавзолея, было организовано театрализованное представление, показывающее штурм крепости города и его оборону войсками Джавад-хана.
В 2011 году планировалось установить конный памятник Джавад-хану, как «борцу за независимость». В 2015 году стало известно, что распоряжением президента Азербайджана Ильхама Алиева, будет установлен 8-метровый памятник Джавад-хану. Место для памятника, по словам академика, секретаря гянджинского отделения Национальной Академии наук Азербайджана Фуада Алиева, уже определено и «станет символом героизма гянджинцев».

## Известные участники штурма
- Воронцов, Михаил Семёнович — российский государственный деятель, генерал-фельдмаршал. Во время блокады и штурма крепости юный Воронцов состоял лично при Цицианове[53]. Вынес с поля боя командующего ротой Котляревского[54]. За взятие крепости был награждён орденом Святой Анны III степени[53].
- Котляревский, Пётр Степанович — генерал от инфантерии. Во время штурма крепости, командуя ротой в капитанском чине, был тяжело ранен и вынесен с поля боя молодым князем Михаилом Воронцовым, будущим кавказским наместником[54].
- Тучков, Сергей Алексеевич[55] — российский военачальник и государственный деятель, сенатор, генерал-лейтенант.
- Лисаневич, Дмитрий Тихонович — генерал-лейтенант, один из выдающихся деятелей Кавказской войны. За отличие при штурме Гянджи был награждён орденом Святого Георгия IV степени.
- Бенкендорф, Александр Христофорович — российский военачальник, генерал от кавалерии. Участвовал в штурме Гянджи, будучи поручиком[56].

## Комментарии
1. ↑  Рапорт князя Цицианова. 16 мая 1803 года.
2. ↑  Рапорт князя Цицианова. 16 мая 1803 года.
3. ↑  Предписание князя Цицианова князям: Орбельянову, Андроникову и Чавчавадаеву от 30 июня 1803 года.
4. ↑  Из письма князя Андроникова к князую Цицианову 29 июля 1803 года.
5. ↑  Перевод фирмана от 29 сентября 1803 года.
6. ↑  Из рапорта князя Цицианова от 17 ноября.
7. ↑  Территориальная организация, ведавшая снабжением и комплектованием войск.
8. ↑  рекруты, назначенные на Кавказ.
9. ↑  Рапорт князя Цицианова от 9 декабря 1803 года.
10. ↑  Рапорт полковника Карягина князю Цицианову от 7 декабря 1803 года.
11. ↑  Рапорт полковника Карягина князю Цицианову от 7 декабря 1803 года.
12. ↑  Так в то время называли азербайджанцев.
13. ↑  В штурме Гянджи участвовали и грузины-милиционеры.
14. ↑  Рапорт Цицианова от 10 января 1804 года.